# Soupisky hokejových reprezentací na MS 2011
Mistrovství světa v ledním hokeji 2011 se zúčastnilo 16 národních týmu.

## Soupisky týmů podle pořadí na MS 2011

### Soupiska finského týmu
- Trenéři Jukka Jalonen, Petri Matikainen, Pasi Nurminen

| Brankáři | Niko Hovinen       | Pelicans                 |
|          | Teemu Lassila      | Hämeenlinnan Pallokerho  |
|          | Petri Vehanen      | Ak Bars Kazaň            |
| Obránci  | Topi Jaakola       | Luleå HF                 |
|          | Lasse Kukkonen A   | Metallurg Magnitogorsk   |
|          | Sami Lepistö       | Columbus Blue Jackets    |
|          | Janne Niskala      | Metallurg Magnitogorsk   |
|          | Pasi Puistola      | HV71                     |
|          | Anssi Salmela      | New Jersey Devils        |
|          | Jyrki Välivaara    | JYP Jyväskylä            |
|          | Ossi Väänänen      | Jokerit                  |
| Útočníci | Juhamatti Aaltonen | Metallurg Magnitogorsk   |
|          | Mikael Granlund    | HIFK Hockey              |
|          | Jarkko Immonen     | Ak Bars Kazaň            |
|          | Jesse Joensuu      | New York Islanders       |
|          | Niko Kapanen       | Ak Bars Kazaň            |
|          | Mikko Koivu –      | Minnesota Wild           |
|          | Leo Komarov        | HK Dynamo Moskva         |
|          | Janne Lahti        | Jokerit                  |
|          | Jani Lajunen       | Milwaukee Admirals (AHL) |
|          | Petteri Nokelainen | Jokerit                  |
|          | Janne Pesonen      | Ak Bars Kazaň            |
|          | Antti Pihlström    | JYP Jyväskylä            |
|          | Mika Pyörälä       | Frölunda HC              |
|          | Tuomo Ruutu A      | Carolina Hurricanes      |

### Soupiska švédského týmu
- Trenéři Pär Mårts, Roger Rönnberg, Stefan Ladhe

| Brankáři | Erik Ersberg         | Salavat Julajev Ufa        |
|          | Viktor Fasth         | AIK Ishockey               |
|          | Anders Nilsson       | Luleå HF                   |
| Obránci  | Oliver Ekman-Larsson | Phoenix Coyotes            |
|          | Tim Erixon           | Skellefteå AIK             |
|          | Daniel Fernholm      | HK Dinamo Minsk            |
|          | Nicklas Grossman A   | Dallas Stars               |
|          | Carl Gunnarsson      | Toronto Maple Leafs        |
|          | Staffan Kronwall     | Djurgårdens IF Hockey      |
|          | David Petrasek       | HK Dinamo Minsk            |
|          | David Rundblad       | Skellefteå AIK             |
| Útočníci | Mikael Backlund      | Calgary Flames             |
|          | Patrik Berglund A    | St. Louis Blues            |
|          | Jimmie Ericsson      | Skellefteå AIK             |
|          | Loui Eriksson        | Dallas Stars               |
|          | Andreas Jamtin       | Linköpings HC              |
|          | Marcus Krüger        | Chicago Blackhawks         |
|          | Robert Nilsson       | Salavat Julajev Ufa        |
|          | Magnus Pääjärvi      | Edmonton Oilers            |
|          | Niklas Persson       | CHK Neftěchimik Nižněkamsk |
|          | Jakob Silfverberg    | Brynäs IF                  |
|          | Mattias Sjögren      | Färjestad BK               |
|          | Mattias Tedenby      | New Jersey Devils          |
|          | Martin Thörnberg     | Torpedo Nižnij Novgorod    |
|          | Rickard Wallin –     | Färjestad BK               |

### Soupiska českého týmu
- Trenéři Alois Hadamczik, Josef Paleček

| Brankáři | Jakub Kovář     | HC Mountfield České Budějovice |
|          | Ondřej Pavelec  | Atlanta Thrashers              |
|          | Jakub Štěpánek  | SKA Petrohrad                  |
| Obránci  | Petr Čáslava    | CSKA Moskva                    |
|          | Lukáš Krajíček  | HC Oceláři Třinec              |
|          | Radek Martínek  | New York Islanders             |
|          | Zbyněk Michálek | Pittsburgh Penguins            |
|          | Ondřej Němec    | Severstal Čerepovec            |
|          | Karel Rachůnek  | Lokomotiv Jaroslavl            |
|          | Martin Škoula   | Avangard Omsk                  |
|          | Marek Židlický  | Minnesota Wild                 |
| Útočníci | Roman Červenka  | Avangard Omsk                  |
|          | Patrik Eliáš A  | New Jersey Devils              |
|          | Michael Frolík  | Chicago Blackhawks             |
|          | Martin Havlát   | Minnesota Wild                 |
|          | Petr Hubáček    | HC Kometa Brno                 |
|          | Jaromír Jágr A  | Avangard Omsk                  |
|          | Jan Marek       | Atlant Mytišči                 |
|          | Milan Michálek  | Ottawa Senators                |
|          | Jiří Novotný    | Barys Astana                   |
|          | Tomáš Plekanec  | Montreal Canadiens             |
|          | Petr Průcha     | SKA Petrohrad                  |
|          | Tomáš Rolinek – | Metallurg Magnitogorsk         |
|          | Petr Vampola    | Avangard Omsk                  |
|          | Jakub Voráček   | Columbus Blue Jackets          |

### Soupiska ruského týmu
Trenéři Vjačeslav Bykov, Igor Zacharkin
| Brankáři | Konstantin Barulin   | Atlant Mytišči             |
|          | Vasilij Košečkin     | Severstal Čerepovec        |
|          | Jevgenij Nabokov     | New York Islanders         |
| Obránci  | Vitalij Aťušov       | Metallurg Magnitogorsk     |
|          | Nikolaj Bělov        | CHK Neftěchimik Nižněkamsk |
|          | Denis Grebeškov      | CHK Neftěchimik Nižněkamsk |
|          | Alexej Jemelin       | Ak Bars Kazaň              |
|          | Dmitrij Kalinin      | Salavat Julajev Ufa        |
|          | Konstantin Kornějev  | Ak Bars Kazaň              |
|          | Dmitrij Kulikov      | Florida Panthers           |
|          | Ilja Nikulin         | Ak Bars Kazaň              |
|          | Fjodor Ťutin         | Columbus Blue Jackets      |
| Útočníci | Maxim Afinogenov     | SKA Petrohrad              |
|          | Jevgenij Arťuchin    | SKA Petrohrad              |
|          | Konstantin Gorovikov | HK Dynamo Moskva           |
|          | Alexej Kajgorodov    | Metallurg Magnitogorsk     |
|          | Ilja Kovalčuk A      | New Jersey Devils          |
|          | Nikolaj Kuljomin     | Toronto Maple Leafs        |
|          | Alexej Morozov –     | Ak Bars Kazaň              |
|          | Alexandr Ovečkin     | Washington Capitals        |
|          | Alexandr Radulov A   | Salavat Julajev Ufa        |
|          | Vladimir Tarasenko   | HK Sibir Novosibirsk       |
|          | Alexej Těreščenko    | Ak Bars Kazaň              |
|          | Danis Zaripov        | Ak Bars Kazaň              |
|          | Sergej Zinovjev      | Salavat Julajev Ufa        |

### Soupiska kanadského týmu
Trenéři Ken Hitchcock, Scott Arniel, Peter DeBoer
| Brankáři | Jonathan Bernier    | Los Angeles Kings     |
|          | Devan Dubnyk        | Edmonton Oilers       |
|          | James Reimer        | Toronto Maple Leafs   |
| Obránci  | Brent Burns         | Minnesota Wild        |
|          | Carlo Colaiacovo    | St. Louis Blues       |
|          | Marc-André Gragnani | Buffalo Sabres        |
|          | Marc Methot         | Columbus Blue Jackets |
|          | Dion Phaneuf        | Toronto Maple Leafs   |
|          | Alex Pietrangelo    | St. Louis Blues       |
|          | Mario Scalzo        | EHC Biel              |
|          | Luke Schenn         | Toronto Maple Leafs   |
| Útočníci | Cal Clutterbuck     | Minnesota Wild        |
|          | Matt Duchene        | Colorado Avalanche    |
|          | Jordan Eberle       | Edmonton Oilers       |
|          | Evander Kane        | Atlanta Thrashers     |
|          | Andrew Ladd         | Atlanta Thrashers     |
|          | Rick Nash –         | Columbus Blue Jackets |
|          | James Neal          | Pittsburgh Penguins   |
|          | Jeff Skinner        | Carolina Hurricanes   |
|          | Jason Spezza A      | Ottawa Senators       |
|          | Chris Stewart       | St. Louis Blues       |
|          | John Tavares        | New York Islanders    |
|          | Antoine Vermette    | Columbus Blue Jackets |
|          | Travis Zajac A      | New Jersey Devils     |

### Soupiska norského týmu
Trenéři Roy Johansen, Knut Jørgen Stubdal, Per-Erik Alcén
| Brankáři | Pål Grotnes              | Stjernen Hockey    |
|          | Lars Haugen              | Lørenskog IK       |
|          | Robert Hestmann          | Storhamar Hockey   |
| Obránci  | Alexander Bonsaksen      | MODO Hockey        |
|          | Brede Csiszar            | Vålerenga Ishockey |
|          | Jonas Holøs              | Colorado Avalanche |
|          | Erik Follestad Johansen  | IK Frisk Asker     |
|          | Eerikki Koivu            | Lørenskog IK       |
|          | Lars Løkken Østli        | Luleå HF           |
|          | Ole-Kristian Tollefsen – | MODO Hockey        |
| Útočníci | Morten Ask               | Vålerenga Ishockey |
|          | Anders Bastiansen A      | Färjestad BK       |
|          | Kristian Forsberg        | MODO Hockey        |
|          | Anders Fredriksen        | Lørenskog IK       |
|          | Mads Hansen A            | Brynäs IF          |
|          | Marius Holtet            | Färjestad BK       |
|          | Tommy Kristiansen        | Sparta Warriors    |
|          | Martin Laumann Ylven     | Linköpings HC      |
|          | Peter Lorentzen          | Stavanger Oilers   |
|          | Andreas Martinsen        | Lillehammer IK     |
|          | Mathis Olimb             | Frölunda HC        |
|          | Ken Andre Olimb          | Leksands IF (HAS)  |
|          | Martin Røymark           | Timrå IK           |
|          | Per-Åge Skrøder          | MODO Hockey        |
|          | Lars Erik Spets          | Lørenskog IK       |

### Soupiska německého týmu
Trenéři Uwe Krupp, Ernst Höfner, Harold Kreis
| Brankáři | Dennis Endras       | Houston Aeros (AHL)      |
|          | Dimitri Pätzold     | Hannover Scorpions       |
|          | Jochen Reimer       | EHC Mnichov              |
| Obránci  | Constantin Braun    | Eisbären Berlín          |
|          | Robert Dietrich     | Adler Mannheim           |
|          | Nikolai Goc         | Adler Mannheim           |
|          | Korbinian Holzer    | Toronto Marlies (AHL)    |
|          | Frank Hördler       | Eisbären Berlín          |
|          | Justin Krueger      | Charlotte Checkers (AHL) |
|          | Kevin Lavallée      | Kölner Haie              |
|          | Denis Reul          | Adler Mannheim           |
| Útočníci | Alexander Barta     | Hamburg Freezers         |
|          | Philip Gogulla      | Kölner Haie              |
|          | Thomas Greilinger   | ERC Ingolstadt           |
|          | Kai Hospelt         | Grizzlys Wolfsburg       |
|          | Marcus Kink         | Adler Mannheim           |
|          | Daniel Kreutzer A   | Düsseldorfer EG          |
|          | Frank Mauer         | Adler Mannheim           |
|          | Marcel Müller       | Toronto Marlies (AHL)    |
|          | André Rankel        | Eisbären Berlín          |
|          | Patrick Reimer      | Düsseldorfer EG          |
|          | Felix Schütz        | ERC Ingolstadt           |
|          | John Tripp          | Kölner Haie              |
|          | Christoph Ullmann A | Adler Mannheim           |
|          | Michael Wolf –      | Iserlohn Roosters        |

### Soupiska amerického týmu
Trenéři Scott Gordon, Phil Housley, Greg Cronin
| Brankáři | Jack Campbell      | Windsor Spitfires (OHL)        |
|          | Ty Conklin         | St. Louis Blues                |
|          | Al Montoya         | New York Islanders             |
| Obránci  | Mark Fayne         | New Jersey Devils              |
|          | Cam Fowler         | Anaheim Ducks                  |
|          | Jack Johnson A     | Los Angeles Kings              |
|          | Mike Komisarek     | Toronto Maple Leafs            |
|          | Ryan McDonagh      | New York Rangers               |
|          | Kevin Shattenkirk  | St. Louis Blues                |
|          | Mark Stuart –      | Atlanta Thrashers              |
|          | Clay Wilson        | Florida Panthers               |
| Útočníci | Mike Brown         | Toronto Maple Leafs            |
|          | Paul Gaustad A     | Buffalo Sabres                 |
|          | Chris Kreider      | Boston College (HEA)           |
|          | Andy Miele         | Miami University (CCHA)        |
|          | Nick Palmieri      | New Jersey Devils              |
|          | Chris Porter       | St. Louis Blues                |
|          | Ryan Shannon       | Ottawa Senators                |
|          | Jack Skille        | Florida Panthers               |
|          | Craig Smith        | University of Wisconsin (WCHA) |
|          | Tim Stapleton      | Atlanta Thrashers              |
|          | Yan Stastny        | CSKA Moskva                    |
|          | Derek Stepan       | New York Rangers               |
|          | James van Riemsdyk | Philadelphia Flyers            |
|          | Blake Wheeler      | Atlanta Thrashers              |

### Soupiska švýcarského týmu
Trenéři Sean Simpson, Richard Jost, Colin Muller
| Brankáři | Leonardo Genoni  | HC Davos                  |
|          | Daniel Manzato   | SC Rapperswil-Jona Lakers |
|          | Tobias Stephan   | Ženeva-Servette HC        |
| Obránci  | Goran Bezina     | Ženeva-Servette HC        |
|          | Raphael Diaz     | EV Zug                    |
|          | Félicien du Bois | EHC Kloten                |
|          | Philipp Furrer   | SC Bern                   |
|          | Beat Gerber      | SC Bern                   |
|          | John Gobbi       | Ženeva-Servette HC        |
|          | Luca Sbisa       | Anaheim Ducks             |
|          | Mathias Seger –  | ZSC Lions                 |
|          | Julien Vauclair  | HC Lugano                 |
| Útočníci | Andres Ambühl    | ZSC Lions                 |
|          | Matthias Bieber  | EHC Kloten                |
|          | Ryan Gardner     | SC Bern                   |
|          | Romano Lemm      | EHC Kloten                |
|          | Kevin Lötscher   | SC Bern                   |
|          | Thibaut Monnet   | ZSC Lions                 |
|          | Simon Moser      | HC Lugano                 |
|          | Martin Plüss A   | SC Bern                   |
|          | Daniel Rubin     | Ženeva-Servette HC        |
|          | Ivo Rüthemann A  | SC Bern                   |
|          | Julien Sprunger  | Fribourg-Gottéron         |
|          | Viktor Stancescu | EHC Kloten                |
|          | Morris Trachsler | Ženeva-Servette HC        |

### Soupiska slovenského týmu
Trenéři Glen Hanlon, František Hossa, Ľubomír Pokovič
| Brankáři | Jaroslav Halák     | St. Louis Blues            |
|          | Peter Hamerlík     | HC Oceláři Třinec          |
|          | Ján Lašák          | Jokerit                    |
| Obránci  | Ivan Baranka       | HK Spartak Moskva          |
|          | Dominik Graňák     | HK Dynamo Moskva           |
|          | Milan Jurčina      | New York Islanders         |
|          | Ivan Majeský       | Skellefteå AIK             |
|          | Peter Podhradský   | HK Dinamo Minsk            |
|          | Michal Sersen      | Avtomobilist Jekatěrinburg |
|          | Martin Štrbák      | HK Dynamo Moskva           |
|          | Ľubomír Višňovský  | Anaheim Ducks              |
| Útočníci | Ľuboš Bartečko     | MODO Hockey                |
|          | Martin Cibák       | Severstal Čerepovec        |
|          | Pavol Demitra –    | Lokomotiv Jaroslavl        |
|          | Marián Gáborík     | New York Rangers           |
|          | Michal Handzuš     | Los Angeles Kings          |
|          | Marcel Hossa       | Ak Bars Kazaň              |
|          | Marián Hossa       | Chicago Blackhawks         |
|          | Ladislav Nagy      | MODO Hockey                |
|          | Branko Radivojevič | HK Spartak Moskva          |
|          | Štefan Ružička     | HK Spartak Moskva          |
|          | Jozef Stümpel A    | HK Dinamo Minsk            |
|          | Tomáš Surový       | Dinamo Riga                |
|          | Miroslav Šatan A   | HK Dynamo Moskva           |
|          | Richard Zedník     | AIK Stockholm              |

### Soupiska dánského týmu
Trenéři Per Bäckman, Tomas Jonsson
| Brankáři | Frederik Andersen | Frölunda HC           |
|          | Patrick Galbraith | Leksands IF (HAS)     |
|          | Simon Nielsen     | Aalborg Pirates       |
| Obránci  | Mads Bødker       | Rögle BK (HAS)        |
|          | Michael Eskesen   | Odense Bulldogs       |
|          | Philip Hersby     | Totempo HvIK          |
|          | Kasper Jensen     | Bofors IK (HAS)       |
|          | Jesper Jensen     | Rögle BK (HAS)        |
|          | Stefan Lassen     | Djurgårdens IF Hockey |
|          | Daniel Nielsen A  | Hamburg Freezers      |
| Útočníci | Mikkel Bødker     | Phoenix Coyotes       |
|          | Mads Christensen  | Eisbären Berlín       |
|          | Kasper Degn       | Aalborg Pirates       |
|          | Thor Dresler      | Herlev Eagles         |
|          | Morten Green –    | Malmö Redhawks (HAS)  |
|          | Nichlas Hardt     | Jokerit               |
|          | Julian Jakobsen   | Södertälje SK         |
|          | Jesper Jensen     | Hamburg Freezers      |
|          | Morten Madsen A   | MODO Hockey           |
|          | Morten H. Poulsen | IK Oskarshamn (HAS)   |
|          | Kim Staal         | Herlev Eagles         |
|          | Kirill Starkov    | Rögle BK (HAS)        |
|          | Frederik Storm    | Herlev Eagles         |

### Soupiska francouzského týmu
Trenéři Dave Henderson, Pierre Pousse, Lionel Charrier
| Brankáři | Cristobal Huet           | Fribourg-Gottéron              |
|          | Fabrice Lhenry           | Rouen Hockey Élite 76          |
|          | Ronan Quemener           | Brûleurs de Loups de Grenoble  |
| Obránci  | Yohann Auvitu            | JYP Jyväskylä                  |
|          | Vincent Bachet A         | Gothiques d'Amiens             |
|          | Nicolas Besch            | Mikkelin Jukurit 2 finská liga |
|          | Kevin Hecquefeuille A    | Gothiques d'Amiens             |
|          | Jonathan Janil           | Rouen Hockey Élite 76          |
|          | Maxime Moisand           | Brûleurs de Loups de Grenoble  |
|          | Thomas Roussel           | Gothiques d'Amiens             |
| Útočníci | Nicolas Arrossamena      | Brûleurs de Loups de Grenoble  |
|          | Pierre-Édouard Bellemare | Skellefteå AIK                 |
|          | Stéphane Da Costa        | Ottawa Senators                |
|          | Teddy Da Costa           | Rouen Hockey Élite 76          |
|          | Julien Desrosiers        | Rouen Hockey Élite 76          |
|          | Damien Fleury            | Luleå HF                       |
|          | Laurent Gras             | Chamois de Chamonix            |
|          | Brian Henderson          | Ducs d'Angers                  |
|          | Laurent Meunier –        | Straubing Tigers               |
|          | Damien Raux              | Diables Rouges de Briançon     |
|          | Jérémie Romand           | Hockey Club de Caen            |
|          | Luc Tardif               | Rouen Hockey Élite 76          |
|          | Sacha Treille            | HC Sparta Praha                |

### Soupiska lotyšského týmu
Trenéři Oļegs Znaroks, Leonids Beresnevs, Harijs Vītoliņš
| Brankáři | Maris Jucers          | HK Liepājas Metalurgs (BE)          |
|          | Edgars Masaļskis      | HK Jugra Chanty-Mansijsk            |
|          | Mārtiņš Raitums       | HK Bejbarys Atyrau                  |
| Obránci  | Jānis Andersons       | Dinamo Riga                         |
|          | Oskars Cibuļskis      | Dinamo Riga                         |
|          | Artūrs Kulda          | Chicago Wolves (AHL)                |
|          | Georgijs Pujacs       | HK Sibir Novosibirsk                |
|          | Jēkabs Rēdlihs        | Dinamo Riga                         |
|          | Krišjānis Rēdlihs     | Dinamo Riga                         |
|          | Arvīds Reķis          | Dinamo Riga                         |
|          | Kristaps Sotnieks     | Dinamo Riga                         |
| Útočníci | Ģirts Ankipāns A      | Dinamo Riga                         |
|          | Armands Bērziņš       | Hämeenlinnan Pallokerho             |
|          | Roberts Bukarts       | Dinamo Riga                         |
|          | Mārtiņš Cipulis       | Amur Chabarovsk                     |
|          | Lauris Dārziņš        | Dinamo Riga                         |
|          | Andris Džeriņš        | Dinamo Riga                         |
|          | Ronalds Kenins        | GCK Lions (NL B)                    |
|          | Gints Meija           | Dinamo Riga                         |
|          | Aleksandrs Ņiživijs A | Dinamo Riga                         |
|          | Sergejs Pečura        | Křídla Sovětů Moskva (Ruská 2 liga) |
|          | Miķelis Rēdlihs       | Dinamo Riga                         |
|          | Kaspars Saulietis     | Hämeenlinnan Pallokerho             |
|          | Juris Štāls           | HK Liepājas Metalurgs (BE)          |
|          | Herberts Vasiļjevs –  | Krefeld Pinguine                    |

### Soupiska běloruského týmu
Trenéři Eduard Zankovec, Vladimir Cyplakov, Aleksandr Andlexejev
| Brankáři | Andrèj Mezin          | HK Dinamo Minsk             |
|          | Dmitrij Michalkov     | Metallurg Žlobin            |
|          | Sergej Šabanov        | HK Něman Grodno             |
| Obránci  | Vladimir Denisov      | HC Ambrì-Piotta             |
|          | Oleg Goroško          | HK Něman Grodno             |
|          | Kirill Gotovec        | Cornellova univerzita       |
|          | Sergej Kolosov        | Grand Rapids Griffins (AHL) |
|          | Dmitrij Korobov       | HK Dinamo Minsk             |
|          | Viktor Kostjučjonok A | HK Dinamo Minsk             |
|          | Alexandr Rjadinskij   | Junosť Minsk                |
|          | Nikolaj Stasenko      | Amur Chabarovsk             |
| Útočníci | Sergej Demagin        | HK Dinamo Minsk             |
|          | Artem Demkov          | Šachtar Salihorsk           |
|          | Sergej Drozd          | HK Dinamo Minsk             |
|          | Michail Grabovskij –  | Toronto Maple Leafs         |
|          | Alexandr Kitarov      | Junosť Minsk                |
|          | Andrej Kosticyn       | Montreal Canadiens          |
|          | Jevgenij Koviršin     | Šachtar Salihorsk           |
|          | Alexandr Kulakov A    | HK Dinamo Minsk             |
|          | Dmitrij Meleško       | HK Dinamo Minsk             |
|          | Andrej Michaljov      | HK Dinamo Minsk             |
|          | Alexandr Pavlovič     | Šachtar Salihorsk           |
|          | Andrej Stas           | HK Dinamo Minsk             |
|          | Andrej Stěpanov       | Junosť Minsk                |
|          | Alexej Ugarov         | HK Dynamo Moskva            |

### Soupiska rakouského týmu
Trenéři Bil Gilligan, Manny Viveiros, Kurt Harand
| Brankáři | Jürgen Penker           | Vídeň Capitals       |
|          | René Swette             | EC KAC               |
|          | Fabian Weinhandl        | Graz 99ers           |
| Obránci  | Mario Altmann           | EC Villacher SV      |
|          | Philippe Lakos          | Vídeň Capitals       |
|          | Robert Lukas            | EHC Black Wings Linz |
|          | Johannes Reichel        | EC KAC               |
|          | Martin Schumnig         | EC KAC               |
|          | Matthias Trattnig       | EC Red Bull Salzburg |
|          | Gerhard Unterluggauer – | EC Villacher SV      |
|          | Darcy Werenka           | Graz 99ers           |
| Útočníci | Patrick Harand          | Graz 99ers           |
|          | Thomas Hundertpfund     | EC KAC               |
|          | Roland Kaspitz          | EC Villacher SV      |
|          | Thomas Koch A           | EC KAC               |
|          | Manuel Latusa           | EC Red Bull Salzburg |
|          | Philipp Lukas           | EHC Black Wings Linz |
|          | Markus Peintner         | Graz 99ers           |
|          | Marco Pewal             | EC Red Bull Salzburg |
|          | Thomas Raffl            | EC Red Bull Salzburg |
|          | Michael Raffl           | Leksands IF (HAS)    |
|          | Rafael Rotter           | Vídeň Capitals       |
|          | Oliver Setzinger A      | Lausanne HC (NL B)   |
|          | Michael Schiechl        | EC Red Bull Salzburg |
|          | Daniel Welser           | EC Red Bull Salzburg |

### Soupiska slovinského týmu
Trenéři Matjaž Kopitar, Nik Županič
| Brankáři | Andrej Hočevar      | Sport Ghiaccio Pontebba         |
|          | Robert Kristan      | KHL Medveščak                   |
|          | Matija Pintarič     | HDD Olimpija Lublaň             |
| Obránci  | Damjan Dervarič     | HDD Olimpija Lublaň             |
|          | Blaz Gregorc        | Södertälje SK                   |
|          | Sabahudin Kovačevič | Hockey Club Alleghe             |
|          | Aleš Kranjc         | Alba Volán Székesfehérvár       |
|          | Greg Kužnik         | EC Villacher SV                 |
|          | Ziga Pavlin         | HDD Olimpija Lublaň             |
|          | Klemen Pretnar      | HK Acroni Jesenice              |
|          | Miťja Robar A       | HK Acroni Jesenice              |
|          | Andrej Tavželj      | Sport Ghiaccio Pontebba         |
| Útočníci | Jaka Ankerst        | Diables Rouges de Briançon (LM) |
|          | Bostjan Goličič     | HDD Olimpija Lublaň             |
|          | Andrej Hebar        | HDD Olimpija Lublaň             |
|          | Matej Hočevar       | HDD Olimpija Lublaň             |
|          | Ziga Jeglič         | HK Acroni Jesenice              |
|          | Rok Pajič           | Slovan Ústečtí Lvi (1.ČL)       |
|          | Ziga Panče          | HDD Olimpija Lublaň             |
|          | Tomaž Razingar –    | EC Villacher SV                 |
|          | Marcel Rodman A     | Vídeň Capitals                  |
|          | David Rodman        | Vídeň Capitals                  |
|          | Robert Sabolič      | KHL Medveščak                   |
|          | Miťja Šivič         | Brûleurs de Loups de Grenoble   |
|          | Rok Tičar           | HK Acroni Jesenice              |